# Test di Lucas-Lehmer-Riesel
In matematica, il test di Lucas-Lehmer-Riesel è un test di primalità per i numeri della forma N = k2n − 1, con 2n > k. Il test è stato elaborato da Hans Riesel e si basa sul test di primalità di Lucas-Lehmer. È il  più veloce algoritmo deterministico noto per verificare la primalità dei numeri della suddetta forma. Similmente, il test di Brillhart-Lehmer-Selfridge è il più veloce per i numeri della forma N = k2n + 1.

## L'algoritmo
L'algoritmo è molto simile al test di Lucas-Lehmer, ma con un punto iniziale variabile dipendente dal valore di k.
Definiamo la successione {ui}, ponendo:
{\displaystyle u_{i}=u_{i-1}^{2}-2,\,}
per ogni i > 0.
Allora, per un valore di partenza u0 scelto opportunamente (si veda la sezione seguente), si ha che N è primo se e solo se esso divide  un−2.

### Trovare il valore di partenza
- Se k = 1 e n è primo, allora ci troviamo di fronte ad un numero di Mersenne e possiamo prendere u0 = 4.
- Se {\displaystyle n\equiv 3{\pmod {4}}}, allora possiamo prendere {\displaystyle u_{0}=3}.
- Se {\displaystyle k=3}, e {\displaystyle n\equiv 0{\pmod {4}}} oppure {\displaystyle n\equiv 3{\pmod {4}}}, allora {\displaystyle u_{0}=5778}.
- Se {\displaystyle k\equiv 1{\pmod {6}}} oppure {\displaystyle k\equiv 5{\pmod {6}}}, e N non è divisibile per 3, allora possiamo prendere {\displaystyle u_{0}=(2+{\sqrt {3}})^{k}+(2-{\sqrt {3}})^{k}}.
- Altrimenti, ci troviamo nel caso in cui k è un multiplo di 3, ed è più difficile selezionare il valore giusto di {\displaystyle u_{0}}.

## Software LLR
L'LLR è un programma in grado di effettuare dei test di Lucas-Lehmer-Riesel. Il programma è stato elaborato da Jean Penné. Vincent Penné ha modificato il programma, rendendolo capace di effettuare test via Internet. Il software è utilizzato sia dai ricercatori di numeri primi sia da alcuni progetti sul calcolo distribuito, inclusi Riesel Sieve e PrimeGrid.